# Ledamotshuset

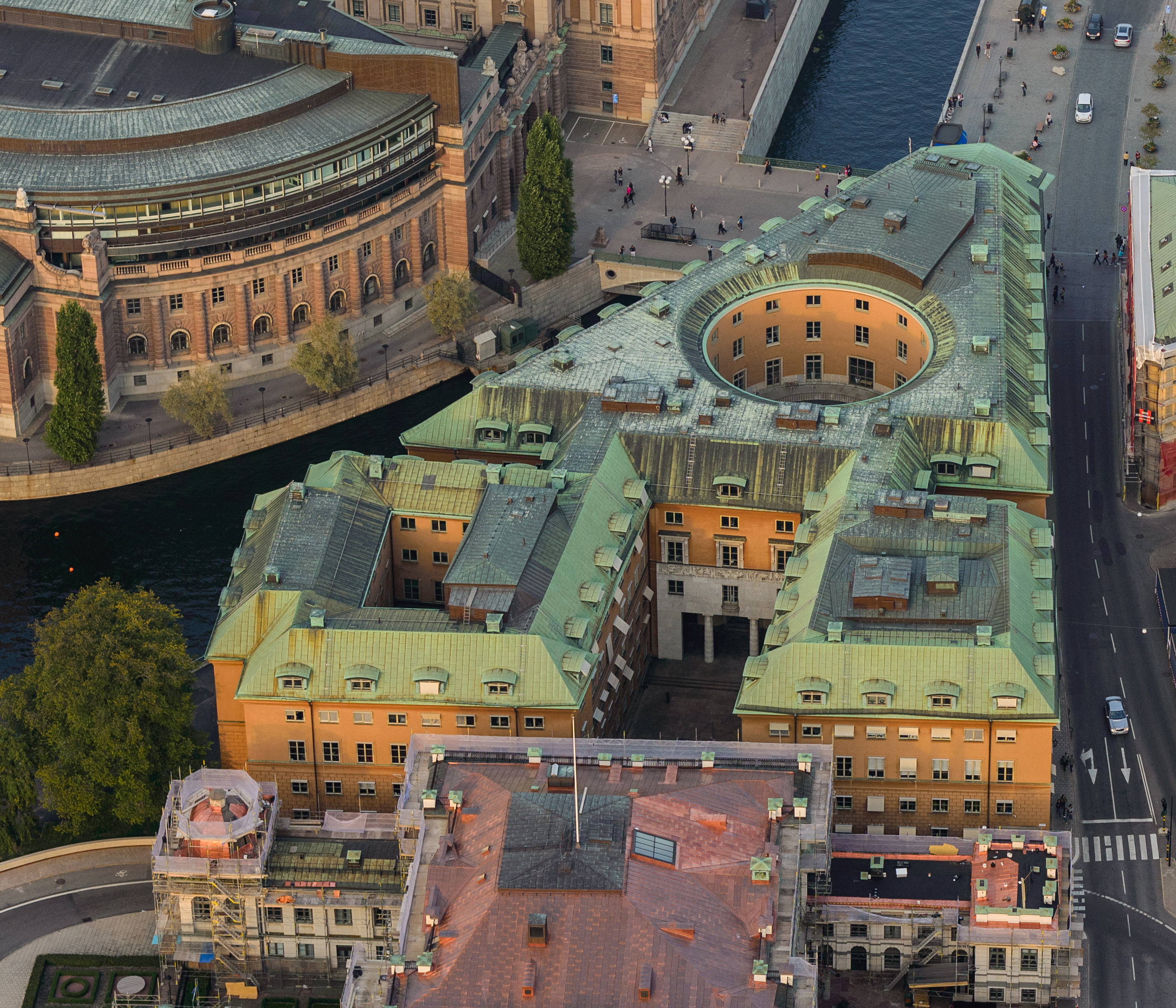
Ledamotshuset, september 2014.

Ledamotshuset, Riksdagens ledamotshus, är ett stort byggnadskomplex i kvarteret Mars och Vulcanus vid Mynttorget i Gamla stan i centrala Stockholm.
Byggnaden disponeras av Riksdagsförvaltningen och inrymmer kontor för ledamöterna av Sveriges riksdag, tjänstemän i partikanslierna, samt Riksdagsförvaltningen själv. Den är med en gångtunnel under Stallbron förbunden med Riksdagshusets två halvor: östra och västra.
Fram till 1981 var byggnaden säte för Sveriges regering och dess namn var då Kanslihuset. Fram till 1980-talet var Kanslihuset även en vanligt förekommande metonym för regeringsmakten.

## Kungliga myntet

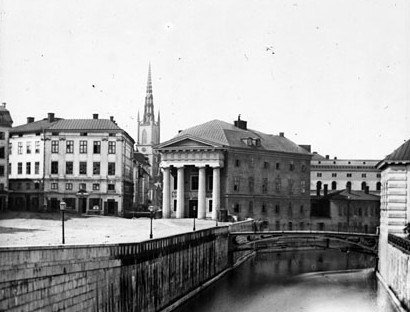
Gamla kanslihuset, 1860-talet.

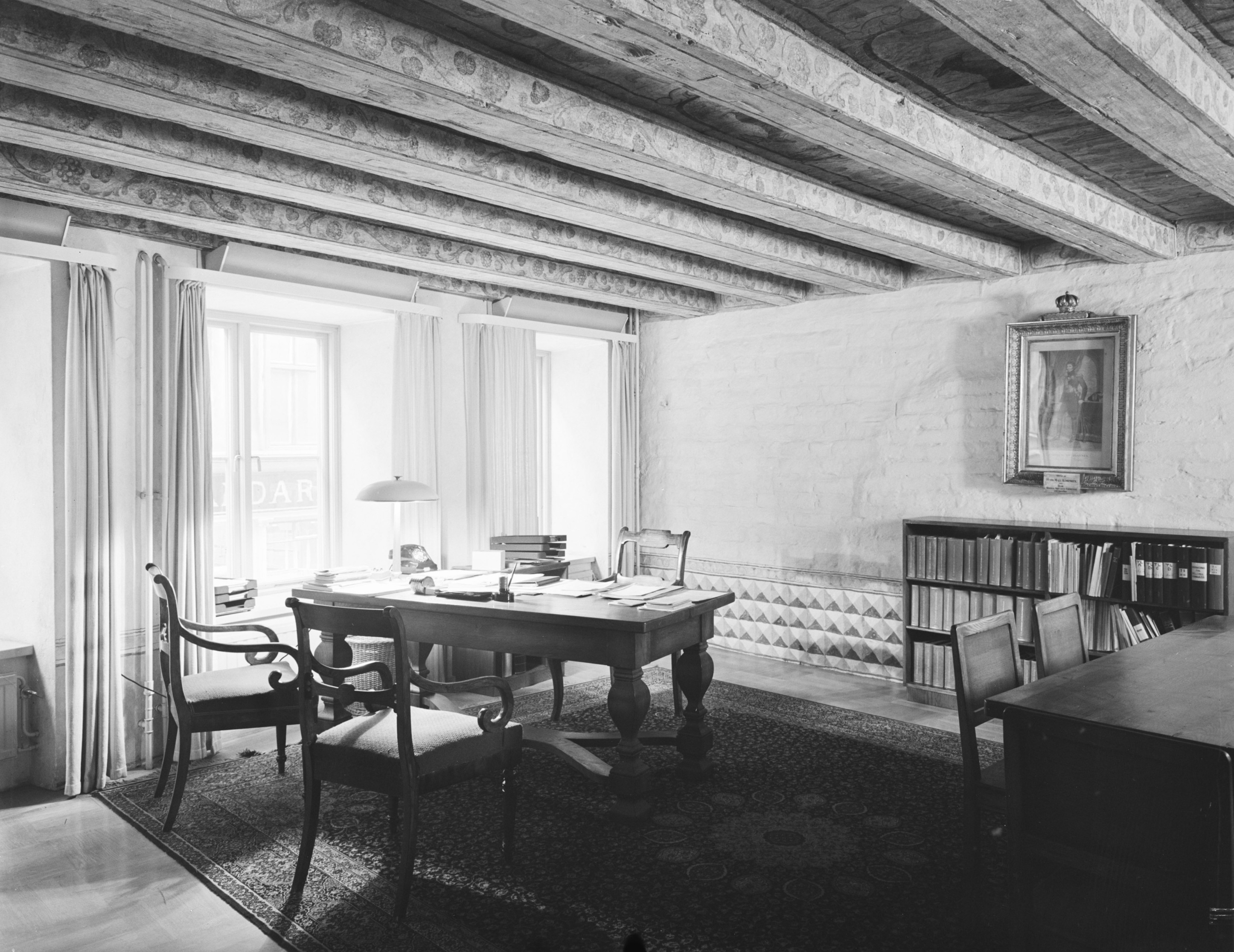
Interiör 1951.

Byggnaden var ursprungligen gamla Kungliga myntet medan Kunglig Majestäts kansli var inhyst i Slottet Tre Kronor, men efter slottsbranden 1697 och gradvis under 1700-talet började Kansliet flytta över sin verksamhet till fastigheten vid Mynttorget. Den ursprungliga 1600-talsbyggnaden har förändrats flera gånger. Portiken mot Mynttorget med sin tempelgavel och kolonner i dorisk ordning skapades av arkitekterna Olof Tempelman och Carl Fredrik Adelcrantz på 1790-talet.

## Ombyggnad
Nuvarande byggnad planerades och uppfördes åren 1922–1936 efter en uppmärksammad arkitekttävling, som vanns av Gustaf Clason och Wolter Gahn. Då byggdes huset om till det moderna Kanslihuset, men östfasaden med kolonnerna behölls. Komplexet upptar två förut skilda kvarter; Mars och Vulcanus som delades genom Myntgränd. Här fanns förut det gamla kanslihuset och Rannsakningsfängelset från 1852. 
Genom Myntgränds ursprungliga sträckning kan man ta sig genom komplexet från Myntgatan ner till Kanslikajen. Arkitekternas arbete präglades av kompromisser mellan krav på användbarhet, kulturhistorik och estetik. Så blandas  modernism med nyklassicism. Längs Myntgatan leder en stram, funktionalistiskt gestaltad arkad mot Mynttorget som dock slutar tvärt i en vägg.

## Ny funktion och konstnärlig utsmyckning
Huset fungerade som expedition för statsministern fram till 1981, då Regeringskansliet och Statsrådsberedningen flyttade över till Rosenbad på norra sidan om Stockholms ström. Byggnaden blev istället kontor för riksdagsledamöter och partikanslier, samt övernattningsbostäder. I samband med ombyggnaden för Riksdagshuset mellan 1980 och 1983 skapades en underjordisk förbindelse mellan Kanslihuset och Riksdagshuset, den så kallade Rännarbanan (delvis under Stallbron), för riksdagens ledamöter och personal. På den cirkelrunda innergården står sedan 1956 skulpturen "Mor och barn" av Bror Marklund.

## Renoveringen 2018-2022
Ledamotshuset genomgick en omfattande renovering åren 2018-2022, som förändrade såväl husets funktion som dess form. Bland annat omvandlades ledamöternas övernattningsbostäder till kontor, den runda innegården glasades in, och den tidigare öppna gården mot Rådhusgränd och Bondeska palatset byggdes förr med en tillbyggnad. Denna tillbyggnad har ännu inte kunnat invigas eftersom bygglovet återkallats i denna del.

## Bilder

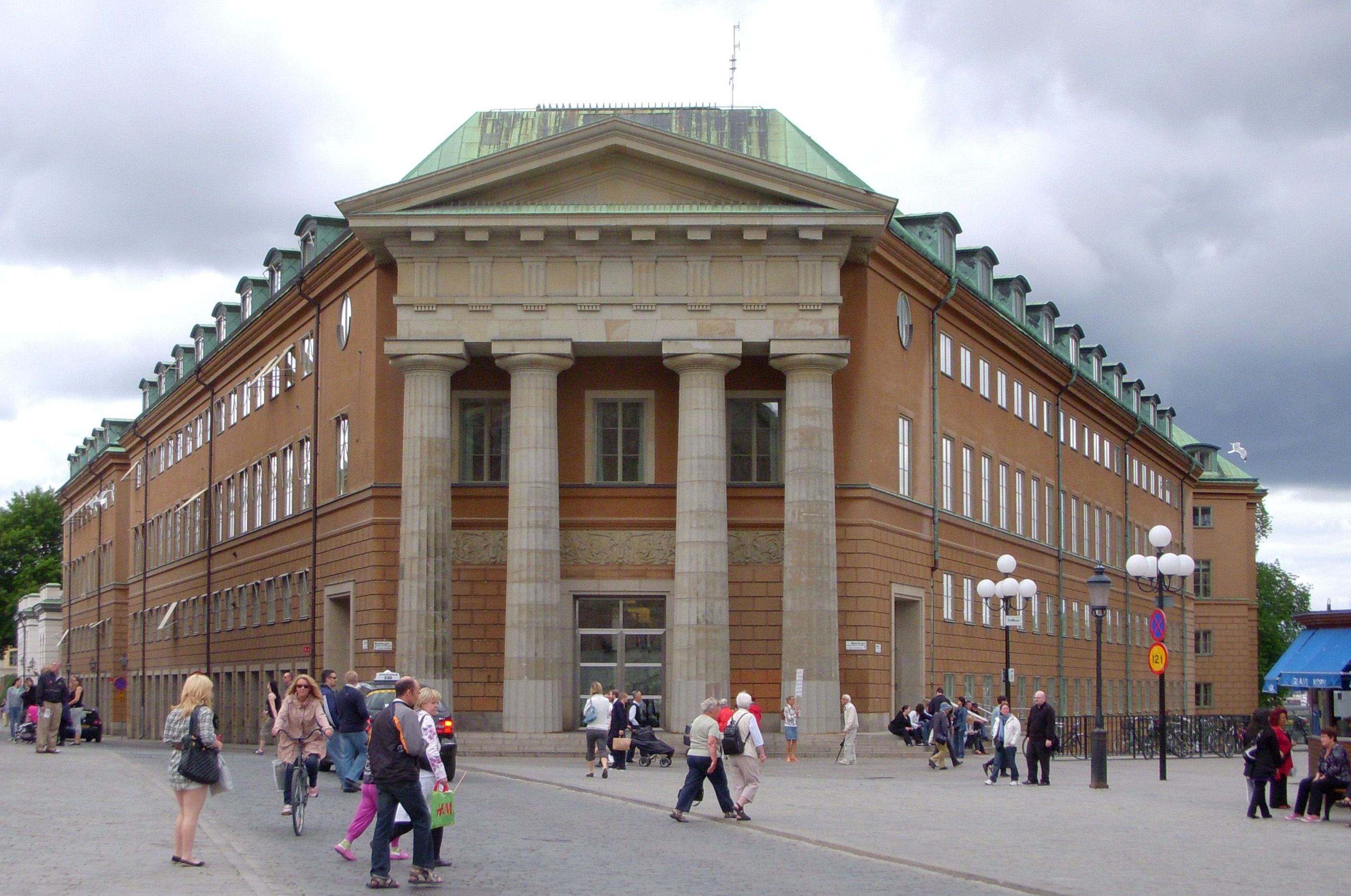
Fasad mot Mynttorget.
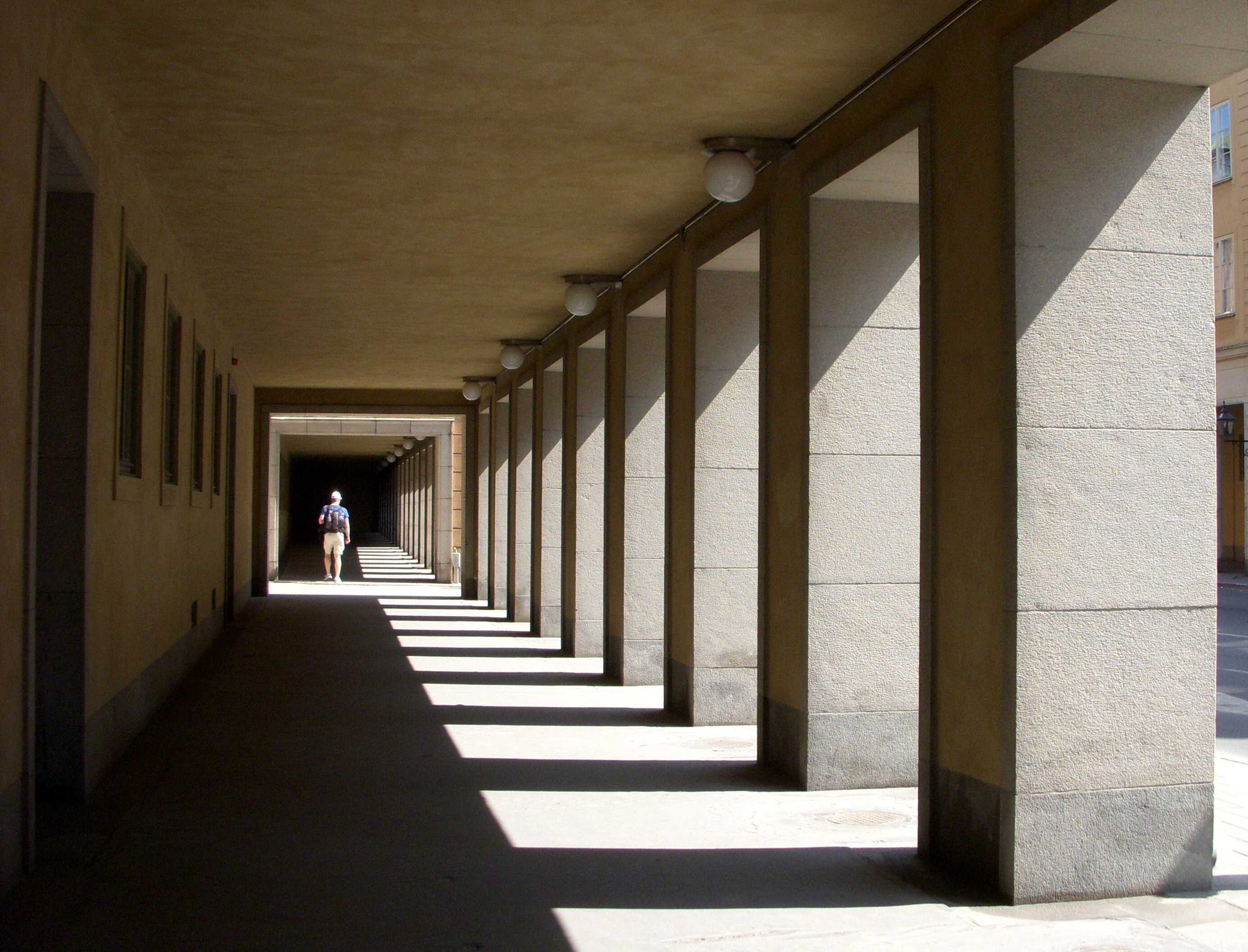
Arkad mot Myntgatan.
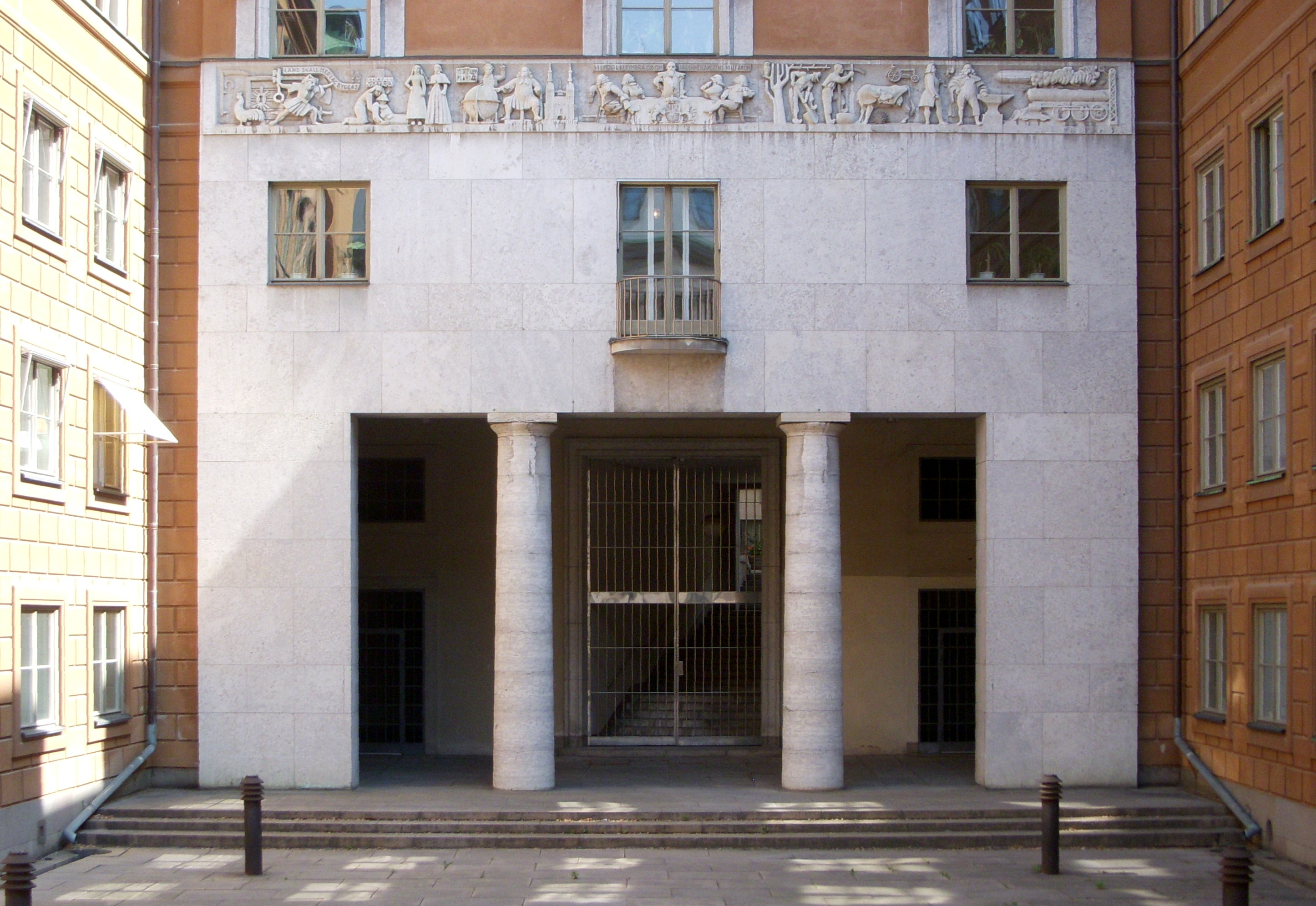
Kanslihusets portal, sedan 2018 ej tillgänglig för allmänheten.
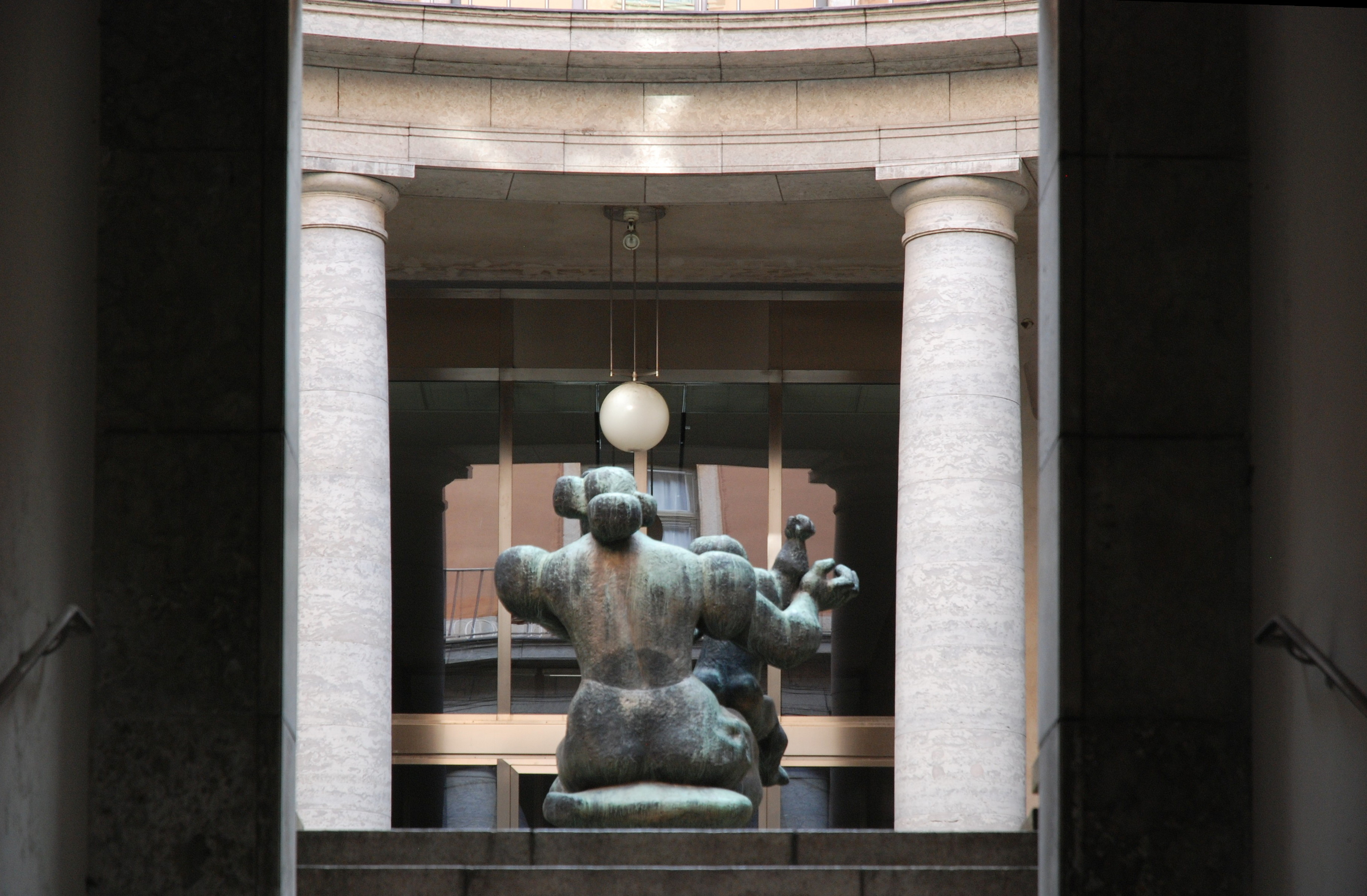
Bror Marklunds "Mor och barn".